# Цампакорта (Пескара)
Цампакорта (итал. Zampacorta) је насеље у Италији у округу Пескара, региону Абруцо.
Према процени из 2011. у насељу је живело 23 становника. Насеље се налази на надморској висини од 79 м.